# Championnat de Croatie de football 2005-2006
Navigation
Saison précédente Saison suivante
La saison 2005-2006 du Championnat de Croatie de football est la 15e édition de la première division croate.
Le championnat garde la même formule que la saison dernière : les 12 équipes de 1re division sont groupées au sein d'une poule unique où chaque équipe rencontre ses adversaires deux fois, à domicile et à l'extérieur. À la fin de cette première phase, les six premiers disputent une poule pour le titre, tandis que les six derniers jouent une poule de relégation, avec un barrage contre un club de D2 pour l'avant-dernier et une relégation directe pour le dernier de cette poule.
C'est le Dinamo Zagreb qui termine en tête du championnat. Le club remporte le 8e titre de champion de Croatie de son histoire.

## Les 12 clubs participants
| - Hajduk Split - NK Zagreb - NK Osijek - Dinamo Zagreb - NK Slaven Belupo - HNK Cibalia - Promu de D2 | - NK Varteks Varazdin - NK Rijeka - NK Inter Zapresic - NK Medimurje Cakovec - NK Kamen Ingrad Velika - NK Pula 1856 |

## Compétition
Le barème de points servant à établir les différents classements se décompose ainsi :
- Victoire : 3 points
- Match nul : 1 point
- Défaite, forfait ou abandon du match : 0 point

### Première phase

#### Classement
| Rang | Équipe                 | Pts | J  | G  | N | P  | Bp | Bc | Diff |
| ---- | ---------------------- | --- | -- | -- | - | -- | -- | -- | ---- |
| 1.   | Dinamo Zagreb          | 56  | 22 | 18 | 2 | 2  | 61 | 11 | +50  |
| 2.   | HNK Rijeka             | 45  | 22 | 14 | 3 | 5  | 42 | 28 | +14  |
| 3.   | NK Osijek              | 34  | 22 | 10 | 4 | 8  | 25 | 32 | -7   |
| 4.   | NK Varteks Varaždin    | 31  | 22 | 10 | 4 | 8  | 25 | 32 | -7   |
| 5.   | Hajduk Split T         | 29  | 22 | 7  | 8 | 7  | 28 | 21 | +7   |
| 6.   | NK Kamen Ingrad Velika | 29  | 22 | 8  | 5 | 9  | 26 | 30 | -4   |
| 7.   | NK Pula 1856           | 28  | 22 | 8  | 4 | 10 | 29 | 26 | +3   |
| 8.   | NK Zagreb              | 27  | 22 | 8  | 3 | 11 | 19 | 27 | -8   |
| 9.   | HNK Cibalia P          | 26  | 22 | 7  | 5 | 10 | 24 | 35 | -11  |
| 10.  | NK Slaven Belupo       | 22  | 22 | 5  | 7 | 10 | 29 | 38 | -9   |
| 11.  | NK Inter Zapresic      | 22  | 22 | 6  | 4 | 12 | 17 | 34 | -17  |
| 12.  | NK Međimurje Čakovec   | 21  | 22 | 5  | 6 | 11 | 26 | 43 | -17  |

| Légende : Qualifications et relégations | Légende : Qualifications et relégations          |
| --------------------------------------- | ------------------------------------------------ |
|                                         | Participation à la poule pour le titre           |
|                                         | Participation à la poule de promotion-relégation |

### Seconde phase
Avant le démarrage de la seconde phase, les équipes conservent la moitié (arrondi par excès) des points obtenus lors de la première phase.

#### Poule pour le titre
| Rang | Équipe                 | Pts | J  | G  | N  | P  | Bp | Bc | Diff |
| ---- | ---------------------- | --- | -- | -- | -- | -- | -- | -- | ---- |
| 1.   | Dinamo Zagreb          | 76  | 32 | 24 | 4  | 4  | 78 | 21 | +57  |
| 2.   | HNK Rijeka C           | 65  | 32 | 20 | 5  | 7  | 61 | 36 | +25  |
| 3.   | NK Varteks Varaždin    | 47  | 32 | 15 | 2  | 15 | 51 | 48 | +3   |
| 4.   | NK Osijek              | 44  | 32 | 13 | 5  | 14 | 31 | 48 | -17  |
| 5.   | Hajduk Split T         | 40  | 32 | 10 | 10 | 12 | 40 | 35 | +5   |
| 6.   | NK Kamen Ingrad Velika | 38  | 32 | 11 | 5  | 16 | 33 | 47 | -14  |

| Légende : Qualifications et relégations | Légende : Qualifications et relégations        |
| --------------------------------------- | ---------------------------------------------- |
|                                         | Qualifié pour la Ligue des champions 2006-2007 |
|                                         | Qualifié pour la Coupe UEFA 2006-2007          |
|                                         | Qualifié pour la Coupe Intertoto 2006          |

#### Poule de relégation
| Rang | Équipe               | Pts | J  | G  | N  | P  | Bp | Bc | Diff |
| ---- | -------------------- | --- | -- | -- | -- | -- | -- | -- | ---- |
| 1.   | NK Pula 1856         | 45  | 32 | 13 | 6  | 13 | 44 | 36 | +8   |
| 2.   | NK Slaven Belupo     | 41  | 32 | 10 | 11 | 11 | 46 | 48 | -2   |
| 3.   | NK Zagreb            | 37  | 32 | 11 | 4  | 17 | 26 | 43 | -17  |
| 4.   | HNK Cibalia Vinkovci | 37  | 32 | 9  | 10 | 13 | 33 | 47 | -14  |
| 5.   | NK Međimurje Čakovec | 36  | 32 | 9  | 9  | 14 | 40 | 51 | -11  |
| 6.   | NK Inter Zaprešić    | 31  | 32 | 8  | 7  | 17 | 30 | 53 | -23  |

| Légende : Qualifications et relégations | Légende : Qualifications et relégations          |
| --------------------------------------- | ------------------------------------------------ |
|                                         | Participation au barrage de promotion-relégation |
|                                         | Relégation en deuxième division                  |

#### Barrage de promotion-relégation
| Équipe 1                  | Résultat | Équipe 2                | Aller | Retour |
| ------------------------- | -------- | ----------------------- | ----- | ------ |
| NK Medimurje Cakovec (D1) | -        | NK Belisce (D2) forfait | -     | -      |

- Le barrage n'a pas lieu car le 2e de deuxième division, le NK Belisce, n'a pas pu obtenir une licence pour pouvoir jouer en première division en cas de montée. Le NK Medimurje Cakovec se maintient donc en première division

## Bilan de la saison
| Tableau d'Honneur                  |               |
| Compétition                        | Vainqueur     |
| Championnat de Croatie de football | Dinamo Zagreb |
| Coupe de Croatie de football       | NK Rijeka     |

| Qualifications européennes 2005-2006 |                               |
| Ligue des champions 2006-2007        | Qualifié                      |
| 2e tour préliminaire                 | Dinamo Zagreb                 |
| Coupe UEFA 2006-2007                 | Qualifiés                     |
| 1er tour préliminaire                | NK Rijeka NK Varteks Varazdin |
| Coupe Intertoto 2006                 | Qualifié                      |
| 2e tour                              | NK Osijek                     |

| Promotions et relégations |                   |
| Relégué en 2e division    | NK Inter Zapresic |
| Promu en Prva HNL         | NK Sibenik        |